# Leonor Pérez Cabrera
Leonor Antonia de la Concepción Micaela Pérez Cabrera (Santa Cruz de Tenerife, 17 de diciembre de 1828 - La Habana, 19 de junio de 1907) fue la madre del político, escritor, periodista, filósofo y poeta cubano José Martí.

## Vida
Hija de Rita Cabrera Carrillo y Antonio Pérez Monzón, nació en la ahora llamada calle Puerta Canseco (Santa Cruz de Tenerife). Desde pequeña aprendió a leer y a escribir autodidácticamente, contra la voluntad de sus padres que lo consideraban impropio de la condición femenina. Aún sin cumplir la mayoría de edad, llega a Cuba donde se establece con su familia en la ciudad de La Habana. Un premio de lotería le permite a la familia comprar una amplia casa en la calle Neptuno.
Más tarde contrae matrimonio con Mariano Martí Navarro, de origen español (Valencia), el 7 de febrero de 1852. Ambos tuvieron ocho hijos, por orden de nacimiento: José Julián, Leonor, Mariana Matilde (Ana), María del Carmen (La Valenciana), María del Pilar, Rita Amelia, Antonia Bruna y Dolores Eustaquia (Lolita).
En 1857 la familia se traslada a España, donde permanecerán hasta 1859 en que regresan a La Habana. En 1874 se establecen en México, donde se les une José Martí, quien había sido deportado a España en 1871 debido a sus actividades conspirativas. Más tarde, en 1877, la familia regresa nuevamente a La Habana.
Poco después de la muerte de Mariano Martí Navarro, acaecida el 2 de febrero de 1887, sale para Nueva York el 17 de noviembre, donde residirá junto a su hijo hasta enero de 1888.
En 1899, contando con setenta y un años de edad, solicita un puesto de oficial tercero en la Secretaría de Agricultura, Comercio y Obras Públicas, el cual le fue concedido por el gobierno de ocupación estadounidense con un sueldo de $83,33 pesos mensuales. 
Como homenaje al insigne patriota cubano se funda en 1900, la asociación de Señoras y Caballeros por Martí, con el objeto de adquirir su casa natal, hoy Museo Casa Natal ubicada en la actual calle Leonor Pérez n.º. 314 entre Egido y Picota en el municipio Habana Vieja.
Pasó sus últimos años en dicha residencia, en compañía de su hija Amelia y en la pobreza.
Estando en el presidio político, sumido a trabajo forzado en las canteras de La Habana, y con sólo 18 años, José Martí escribe los siguientes versos a su madre:

Mírame, madre, y por tu amor no llores, si esclavo de mi edad y mis doctrinas, tu mártir corazón llene de espinas, piensa que nacen entre espinas flores.
José Martí, 28 de agosto de 1870.

## Reconocimientos
- En la barriada Los Ángeles del municipio capitalino San Miguel del Padrón, en ciudad de La Habana - Cuba, se ubica el Parque - Monumento Leonor Pérez Cabrera, inaugurado el 18 de febrero de 1958.[1] Esa plaza memorable es considera como la única de su tipo que rinde honores a la madre de José Martí en todo el continente.[2]
- En el barrio del Vedado en la ciudad de La Habana, al interior del parque Victor Hugo se ubica un monumento erigió a petición de la Gran Logia de Cuba, en la esquina de 19 y H.[3] El monumento se compone de un macizo muro que conforma el retablo tiene a la izquierda un medallón en bronce, que representa a Doña Leonor, y la parte derecha, también de bronce, se lee la última carta que José Martí escribió a su madre desde la ciudad de Montecristi, en República Dominicana.
- En el municipio capitalino de Rancho Boyeros en ciudad de la Habana - Cuba, se ubica el Hospital pediátrico Leonor Pérez.[4]
- En 1992 se crea La Asociación Canaria de Cuba con sede en La Habana, lleva el nombre de Leonor Pérez Cabrera.[5]
- En Santa Cruz de Tenerife, España se erigió un monumento en el paseo Borges Salas en el interior del parque García Sanabria en un busto de bronce colocado sobre un pedestal, un homenaje de la Asociación Canaria de Cuba.[6] La obra fue realizada por la escultora cubana Thelvia Marín Mederos, e inaugurada el 17 de diciembre de 2006.[2]
- En Tenerife, en la Villa de la Orotava existe un memorial de piedra con la inscripción: “Homenaje a Doña Leonor Pérez Cabrera - Natural de Tenerife - Madre del Héroe Nacional de Cuba José Martí. Asociación de Amistad Canario Cubana J. Martí. Exmo. Ayuntamiento de la Villa de la Orotava. 1988”.[7] Se ubica en la Calle Viera intercesión con Calle Cólogan.

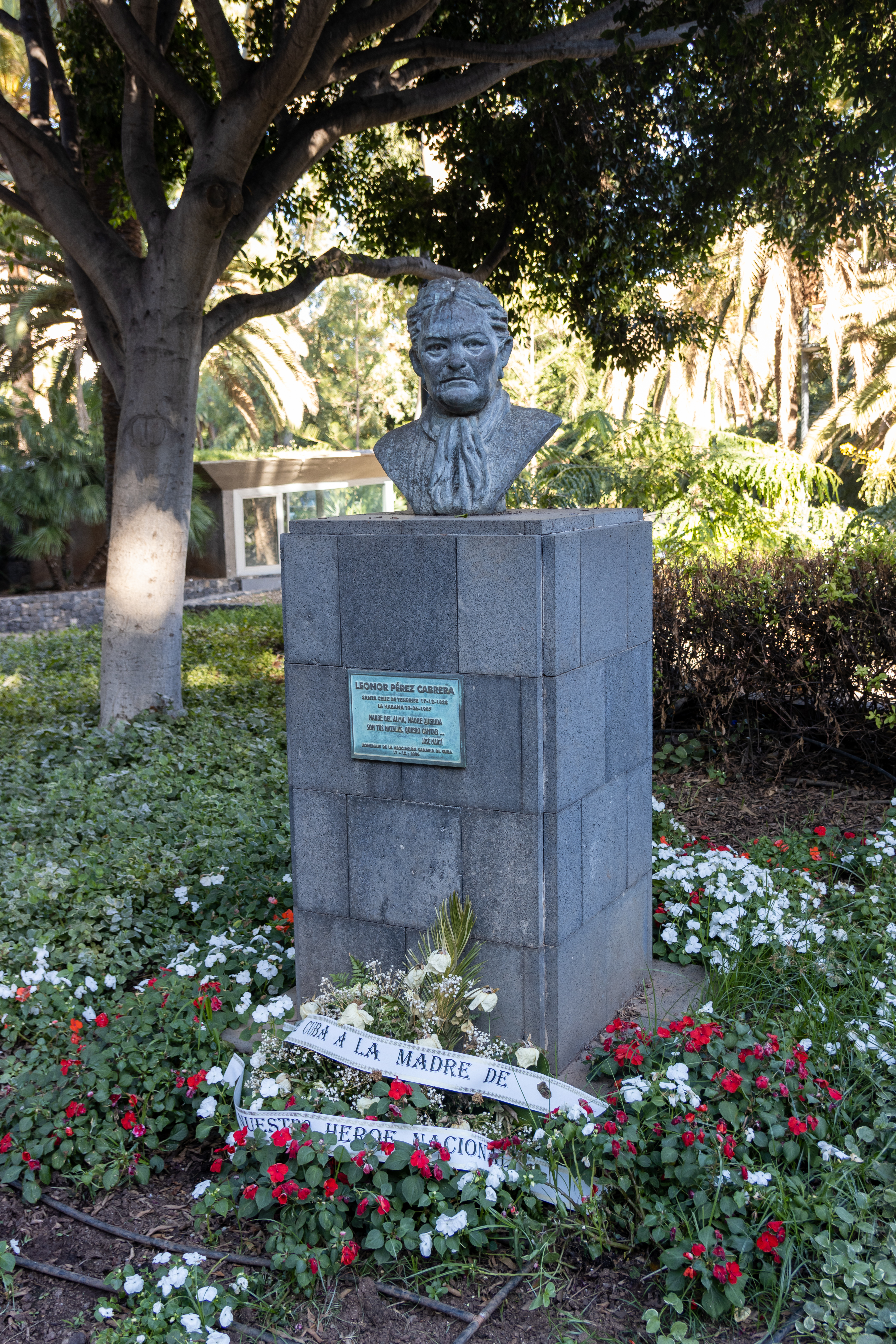
Busto en Santa Cruz de Tenerife.
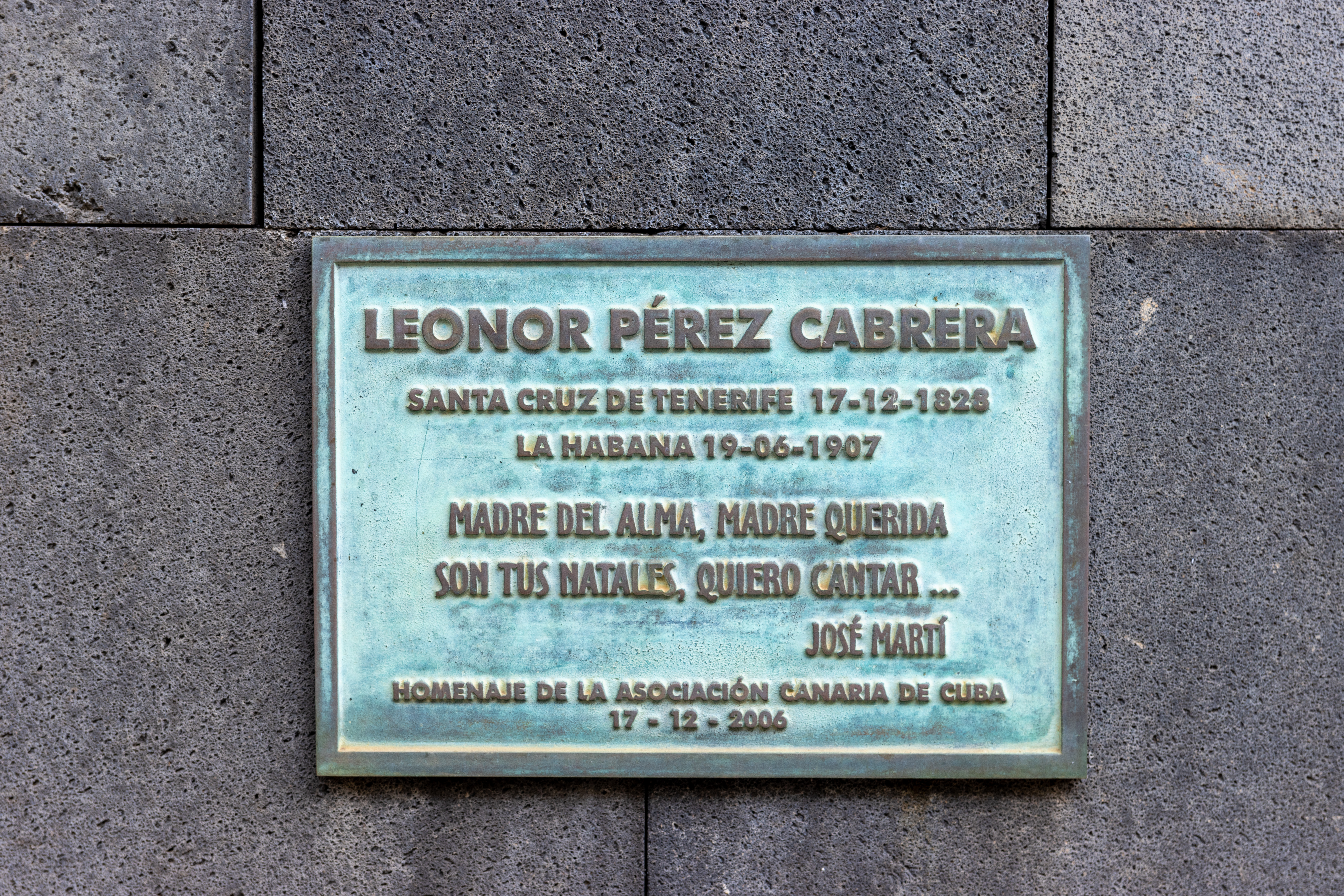
Placa del busto en Santa Cruz de Tenerife (detalle).
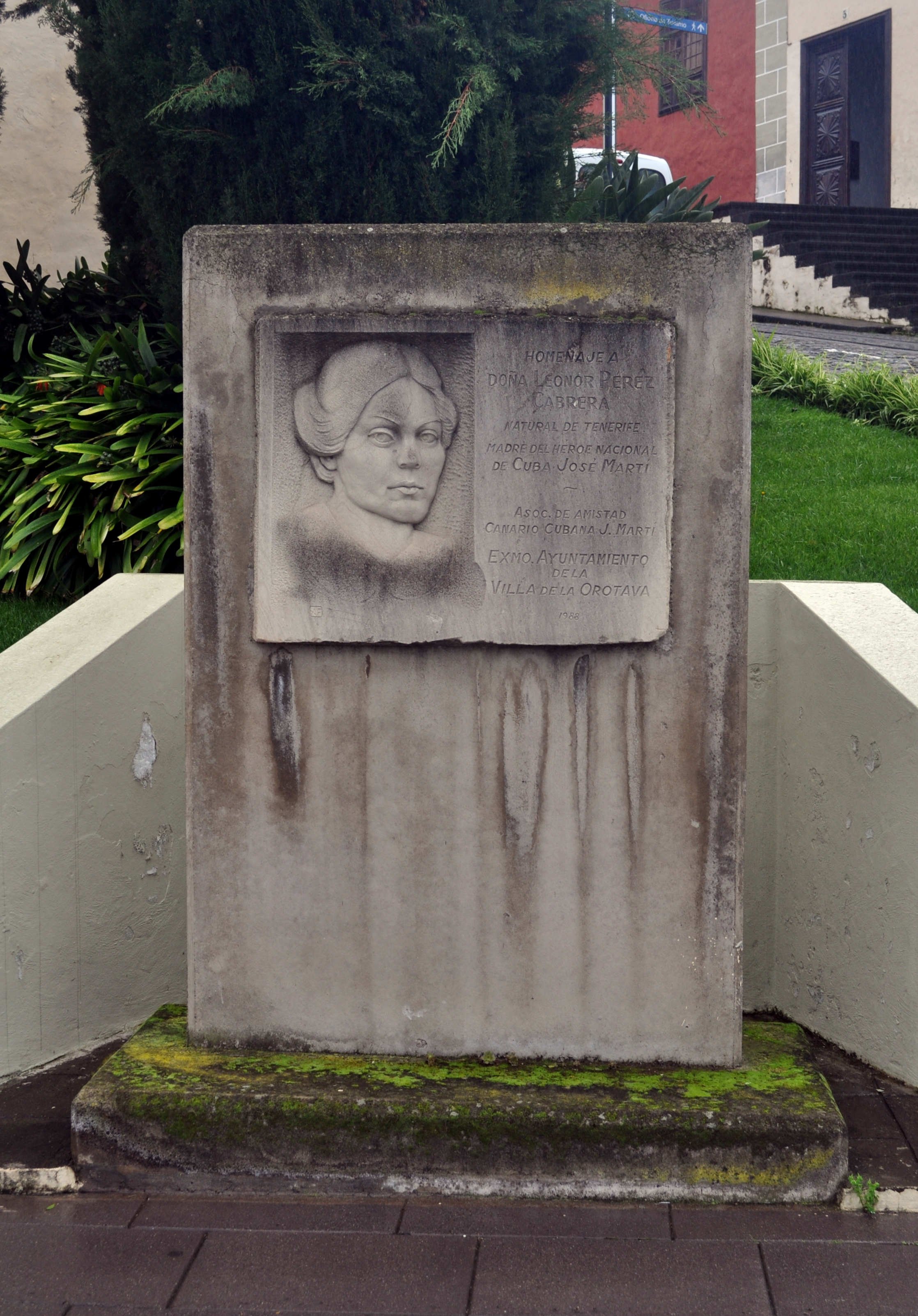
Monumento Villa de la Orotava - Tenerife.